# План (филм)
Вижте пояснителната страница за други значения на План.
„План“ е български игрален филм от 1965 година на режисьора Георги Стоянов.

## Актьорски състав
Не е налична информация за актьорския състав.